# Sterowanie okresowe
Sterowanie okresowe to jedna z form oddziaływania (zob. sterowanie) pilota wiropłatów np. śmigłowca czy wiatrakowca podczas lotu. Sterowanie okresowe odbywa się przy użyciu drążka sterowniczego.
Zasterowanie drążkiem np. w przód powoduje, że łopaty wirnika głównego w okolicy belki ogonowej śmigłowca mają większy kąt natarcia, niż łopaty znajdujące się w okolicy nosa maszyny. Wizualnym efektem przykładu sterowania okresowego jest pochylanie się tarczy wirnika nośnego w przód, w wyniku czego powstaje pozioma składowa siły przemieszczająca śmigłowiec w określonym kierunku. 
Elementy sterujące sterowania okresowego znajdują się w głowicy śmigłowca. Pilot śmigłowca wykorzystuje sterowanie okresowe we wszystkich fazach lotu tj. lotu ustalonego, wznoszenia i zniżania oraz lotu autorotacyjnego - z wyjątkiem zawisu, gdzie kąt natarcia wszystkich łopat jest identyczny, niezależnie od pozycji łopaty względem maszyny.